# San Francisco 49ers 1975
La stagione 1975 dei San Francisco 49ers è stata la 26ª della franchigia nella National Football League.

## Partite

### Stagione regolare
| Turno | Data       | Avversario              | Risultato | Pubblico |
| ----- | ---------- | ----------------------- | --------- | -------- |
| 1     | 21/9/1975  | at Minnesota Vikings    | S 27–17   | 46,479   |
| 2     | 28/9/1975  | Los Angeles Rams        | S 23–14   | 55,072   |
| 3     | 5/10/1975  | at Kansas City Chiefs   | V 20–3    | 54,490   |
| 4     | 12/10/1975 | Atlanta Falcons         | S 17–3    | 44,043   |
| 5     | 19/10/1975 | New Orleans Saints      | V 35–21   | 39,990   |
| 6     | 26/10/1975 | at New England Patriots | S 24–16   | 60,358   |
| 7     | 2/11/1975  | Detroit Lions           | S 28–17   | 43,209   |
| 8     | 9/11/1975  | at Los Angeles Rams     | V 24–23   | 74,064   |
| 9     | 16/11/1975 | Chicago Bears           | V 31–3    | 41,726   |
| 10    | 23/11/1975 | at New Orleans Saints   | V 16–6    | 40,328   |
| 11    | 30/11/1975 | at Philadelphia Eagles  | S 27–17   | 56,694   |
| 12    | 7/12/1975  | Houston Oilers          | S 27–13   | 44,015   |
| 13    | 14/12/1975 | at Atlanta Falcons      | S 31–9    | 38,501   |
| 14    | 21/12/1975 | New York Giants         | S 26–23   | 34,354   |